# Billots Streifenfarn
Billots Streifenfarn (Asplenium obovatum subsp. billotii (F.W.Schultz) O.Bolòs, Vigo, Masalles & Ninot) ist eine Unterart der Pflanzenart Asplenium obovatum Viv. aus der Gattung der Streifenfarne (Asplenium) innerhalb der Familie der Streifenfarngewächse (Aspleniaceae).

## Beschreibung

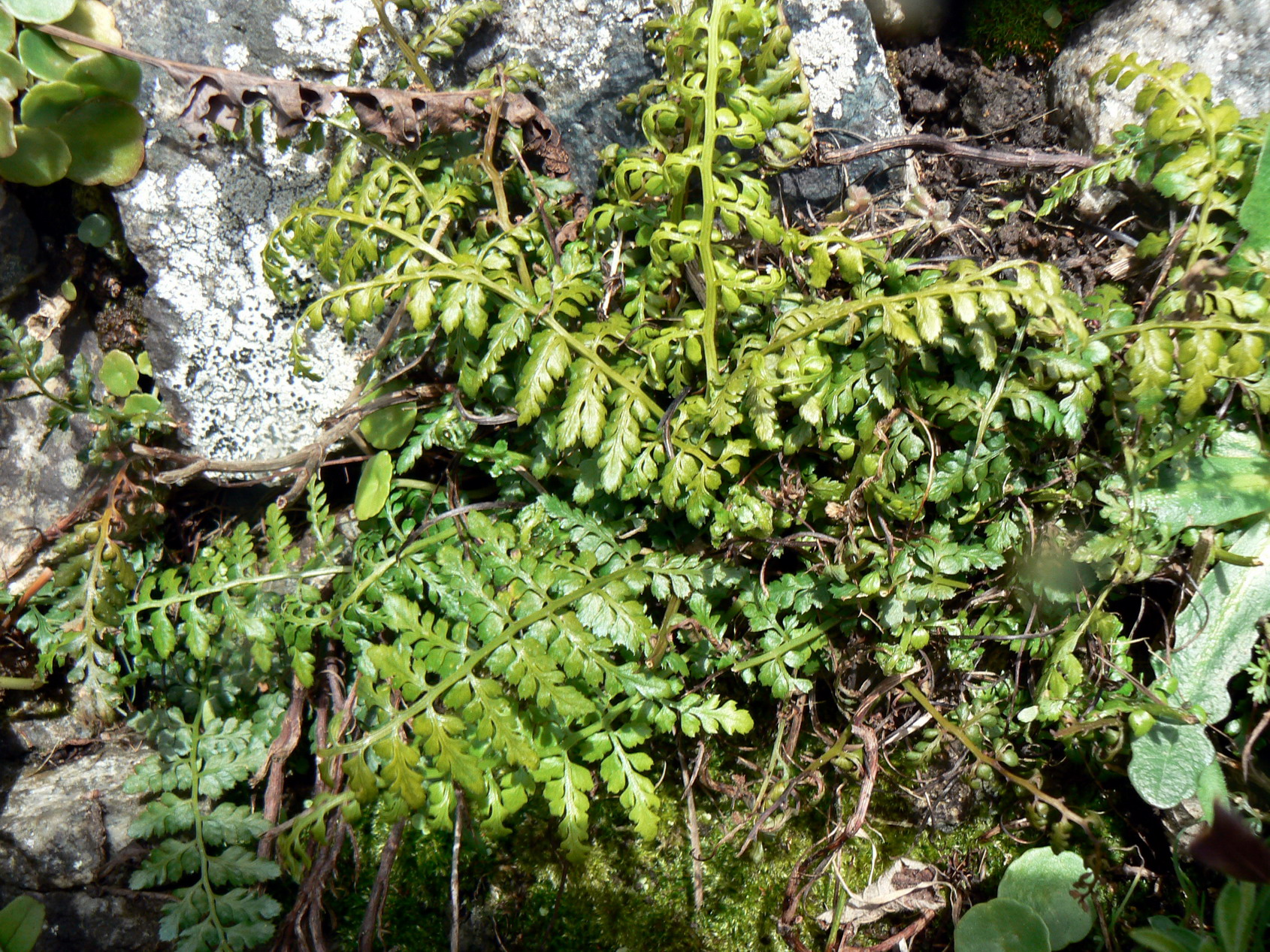
Billots Streifendarn in der Normandie

Herbarbelege

Billots Streifenfarn ais eine ausdauernde Pflanze und erreicht Wuchshöhen von 15 bis 30 Zentimetern. Sein Rhizom ist kriechend und oberwärts dicht mit lanzettlichen, borstenförmig zugespitzten, braunen Spreuschuppen besetzt. Die Wedel sind doppelt bis dreifach gefiedert. Sie sind 15 bis 25 (bis 40) Zentimeter lang. Der Wedelumriss ist länglich bis eiförmig-lanzettlich. Zum Grund hin ist er kaum oder gar nicht verschmälert. Der Blattstiel ist 4 bis 10 (bis 20) Zentimeter lang, 2 bis 2,5 Millimeter dick und kürzer als die Spreite. Der Stiel und ein Teil der Unterseite der Rhachis ist braun. Das untere Fiederpaar steht im rechten Winkel ab und ist häufig kürzer als das nächstfolgende. Die Blattspreite besteht auf jeder Seite aus 12 bis 20 Fiedern. Die Blattfiederchen sind  rundlich bis länglich-verkehrt-eiförmig und scharf gesägt. Die Sori sind länglich bis eiförmig und stehen dem Blattrand genähert. Die Sporen reifen im August bis September.
Die Chromosomenzahl beträgt 2n = 144.

## Vorkommen
Billots Streifenfarn ist in Europa, Nordafrika, auf den Kanaren, Azoren und Madeira verbreitet. Er hat Vorkommen auf den Azoren, auf Madeira und den Kanaren, in Marokko, Algerien und Tunesien, Spanien, Portugal, Frankreich, Irland, Großbritannien, in Deutschland, der Schweiz, Italien, auf den Balearen, Korsika, Sardinien und Sizilien und auf der Krim. Auf der Iberischen Halbinsel kommt er in Höhenlagen zwischen 0 und 1000 Meter Meereshöhe vor.
Er hat in Mitteleuropa die Ostgrenze seines Verbreitungsgebietes und ist in Mitteleuropa sehr selten. Er kommt hier in Baden-Württemberg, Rheinland-Pfalz, Belgien, in der Schweiz, im Elsass und Luxemburg vor. In den Niederlanden kommt er eingebürgert vor. In Deutschland wird er als extrem selten eingestuft und gesetzlich geschützt. In der Schweiz gilt die Art als „vom Aussterben bedroht“. Die Vorkommen im Nordschwarzwald wurden 1981 von H.Reinhard entdeckt.
Er wächst auf feuchten, beschatteten Felsen der montanen Höhenstufe auf Silikatgestein (Granit, Gneis, Lava, Buntsandstein). Er ist pflanzensoziologisch eine Assoziationscharakterart des Crocynio-Asplenietum billotii und des Asplenietum septentrionali-adianti-nigri.
Die ökologischen Zeigerwerte nach Landolt et al. 2010 sind in der Schweiz: Feuchtezahl F = 3 (mäßig feucht), Lichtzahl L = 3 (halbschattig), Reaktionszahl R = 2 (sauer), Temperaturzahl T = 4+ (warm-kollin), Nährstoffzahl N = 3 (mäßig nährstoffarm bis mäßig nährstoffreich), Kontinentalitätszahl K = 1 (ozeanisch), Salztoleranz: 1 (tolerant).

## Taxonomie
Die Erstbeschreibung unter dem Namen (Basionym) Asplenium billotii F.W.Schultz erfolgte 1845 durch Friedrich Wilhelm Schultz in der Zeitschrift Flora (Regensburg), Band 28, Seite 738. Oriol de Bolòs i Capdevila, Vigo, Masalles & Ninot stellten 1990 die Sippe als Unterart zu Asplenium obovatum Viv. in Flora Manual dels Països Catalans, Seite 1213. Der Name billotii ehrt den elsässischen Botaniker Paul Constant Billot, Pädagoge in Haguenau. Weitere Synonyme für Asplenium obovatum subsp. billotii (F.W.Schultz) O.Bolòs & al. sind: Asplenium obovatum subsp. lanceolatum (Fiori) P.Silva, Asplenium lanceolatum Huds. non Forssk. 1775.